# نهر تاريكو (غينيا الجديدة)
نهر تاريكو هو نهر في الجزء الشمالي من مقاطعة بابوا الإندونيسية.

## اسم
خلال الحقبة الاستعمارية الهولندية كان يعرف باسم نهر روفير.

## الهيدرولوجيا
يتدفق نهر تاريكو شرقًا بشكل عام في الحوض الواقع شمال كورديليرا الجبلية الوسطى بالجزيرة. في النهاية، يلتقي بنهر تاريتاتو، وعند التقاء هذان النهرين يصبح نهر مامبيرامو، أحد أكبر الأنهار في جزيرة غينيا الجديدة (بابوا).

## جغرافية
يتدفق النهر في المنطقة الشمالية من بابوا مع مناخ الغابات المطيرة الاستوائية في الغالب (يُعرف باسم Af في تصنيف مناخ كوبن - جيجر). متوسط درجة الحرارة السنوي في المنطقة هو 22 درجة مئوية. أكثر شهور دفئًا هو أكتوبر، حيث يبلغ متوسط درجة الحرارة حوالي 23 درجة مئوية، وأكثر الشهور برودة هو مارس، عند 21 درجة مئوية  متوسط هطول الأمطار السنوي هو 4269 مم. الشهر الأكثر رطوبة هو شهر أبريل، بمتوسط 487 مم أقل هطول للأمطار هو في يوليو مع 278 مم الأمطار.